# 206. Infanterie-Division (Wehrmacht)
Die 206. Infanterie-Division (206. ID) war ein militärischer Großverband der Wehrmacht und wurde zwischen 24. und 28. Juni 1944 bei Witebsk in Weißrussland während des Zusammenbruchs der Heeresgruppe Mitte vollständig vernichtet.

## Geschichte

### Aufstellung
Die Division wurde am 17. August 1939 als Teil der 3. Aufstellungswelle in Insterburg/Ostpreußen im Wehrkreis I aufgestellt. 

### Westfeldzug
Der erste Kriegseinsatz erfolgte an der Westfront in Frankreich, danach wurde die Division für mehrere Monate beurlaubt.

### Unternehmen Barbarossa
Am 22. Juni 1941 wurde die 206. ID im Rahmen des Unternehmens Barbarossa als Teil der Heeresgruppe Nord von Gumbinnen aus in Marsch gesetzt und erreichte Wilna, Polazk, Newel und Welikije Luki. Im August 1941 führte der Vormarsch die Division an die westlichen Düna. Von dort aus kam sie über Olenino in den Raum der oberen Wolga bei Rschew. Der Großverband wurde dort schwerpunktmäßig in den Schlachten um Rschew (Winterschlacht von 1941/42) und am Tudowka-Bogen eingesetzt.

### Witebsk 1943
Im Dezember 1943 wurde die 206. ID im Norden Weißrusslands eingesetzt und dem LIII. Armeekorps zugeteilt, das den „festen Platz“ Witebsk verteidigen sollte. Hitler hatte zuvor befohlen, Witebsk als festen Platz unbedingt zu halten. Es sollten drei Divisionen des LIII.Armeekorps in die weißrussische Stadt verlegt werden, um sowjetische Kräfte zu binden.

### Umgliederung 1944
Im April 1944 wurde die Division als Division neuer Art 44 umgestellt.

### Witebsk 1944
Bereits am 20. Juni 1944 deutete sich an, dass sich die Rote Armee zu einer Schwerpunktbildung bei Witebsk zusammenballte. Witebsk wurde mit zwei Zangenangriffen umgangen und dabei das LIII. Korps vollständig eingeschlossen. Im Zuge der sowjetischen Sommeroffensive Operation Bagration, die am 22. Juni 1944 begann, brach die deutsche Frontline nördlich und südlich von Witebsk aufgrund der Übermacht der Roten Armee schnell zusammen. Als am 24. Juni 1944 die Heeresgruppe Mitte angesichts der zehnfachen Überlegenheit der Roten Armee ihren Frontabschnitt großflächig aufgeben musste und zurückwich, befahl Hitler General Gollwitzer vom LVIII. Korps, dass der Ausbruch vom letzten „festen Platz“ Witebsk im Osten genehmigt sei. Generaloberst Georg-Hans Reinhardt hatte bereits mehrfach gefordert, den Frontbogen von Witebsk zugunsten der rückwärtigen, ausgebauten Sehnenstellung, der „Tigerstellung“ taktisch zurückzunehmen. Die Verteidigung von Witebsk sollte aufrechterhalten werden und eine Division hätte in der Stadt zu verbleiben, dabei sei der Name des Kommandeurs unverzüglich zu melden. Gollwitzer wählte die 206. Infanterie-Division unter Generalleutnant Hitter für dieses Himmelfahrtskommando aus. 

### Vernichtung
Noch am 26. Juni 1944 erhielten die Generäle Gollwitzer und Hitter von Generalfeldmarschall Busch den Durchhaltebefehl, Witebsk auf keinen Fall zu räumen, Dabei gäbe es „keine Freiheit im Entschluss“. Am gleichen Tag wurde Witebsk erobert. 8.000 Wehrmachtsoldaten gelang der Ausbruch aus der Stadt, nach sowjetischen Quellen fielen über 20.000 Soldaten. Der General der Infanterie Friedrich Gollwitzer und sein Generalstabschef Oberst Schmidt gerieten in sowjetische Kriegsgefangenschaft. Hitter hatte den Ausbruchsbefehl am 26. Juni 1944 auf eigenem Entschluss für die letzten überlebenden Soldaten erteilt, nachdem keine Gegenwehr mehr möglich war. 15 Kilometer von Witebsk entfernt, wurden die Reste der GR 301, 312 und 413 in einem Waldstück eingekreist und vernichtet. Am 29. Juni 1944 existierte die Division nicht mehr.

### Auflösung
Nur wenige überlebten die Schlacht von Witebsk und schlugen sich nach Westen durch. Da Ostpreußen bereits von der Roten Armee besetzt war, richtete man im thüringischen Rudolstadt eine Abwicklungsstelle ein, um die Namen der 12.000 gefallenen Angehörigen der 206. ID zu ermitteln und deren Familien zu informieren, da sämtliche Dokumente der Division in Witebsk untergingen. 

### Feldpostnummer als Erinnerung
Am 18. Juli 1944 wurde die 206. ID für aufgelöst erklärt, sie erhielt die Feldpostnummer 18744, um an diesen Tag zu erinnern.
| Datum            | Armeekorps              | Armee          | Heeresgruppe | Ort                           |
| ---------------- | ----------------------- | -------------- | ------------ | ----------------------------- |
| September 1939   | zur Verfügung           | --             | Nord         | Polen                         |
| Oktober 1939     | im Grenzschutzabschnitt | --             | Nord         | Polen                         |
| Januar 1940      | im Grenzschutzabschnitt | --             | Nord         | Polen                         |
| Juni 1940        | zur Verfügung           | OKH            | --           | Eifel                         |
| Juli 1940        | zur Verfügung           | BdE            | --           | --                            |
| August 1940      | beurlaubt               | --             | --           | --                            |
| Mai 1941         | XXVIII                  | 16. Armee      | C            | Ostpreußen                    |
| Juni 1941        | XXIII                   | 16. Armee      | Nord         | Ostpreußen                    |
| Juli 1941        | zur Verfügung           | OKH            | Nord         | Dünaburg                      |
| August 1941      | XXIII                   | 9. Armee       | Mitte        | Welikije Luki                 |
| September 1941   | VI                      | 9. Armee       | Mitte        | Welikije Luki                 |
| Oktober 1941     | XXIII                   | 9. Armee       | Mitte        | Kalinin                       |
| Januar 1942      | XXIII                   | 9. Armee       | Mitte        | Rschew                        |
| 15. März 1942    | XXXXVI                  | 9. Armee       | Mitte        | Rschew                        |
| 28. April 1942   | XXVII                   | 9. Armee       | Mitte        | Rschew                        |
| 15. Juli 1942    | VI                      | 9. Armee       | Mitte        | Rschew                        |
| 14. Oktober 1942 | XXIII                   | 9. Armee       | Mitte        | Rschew                        |
| Januar 1943      | XXIII                   | 9. Armee       | Mitte        | Rschew                        |
| 9. Januar 1943   | Gruppe Burdach          | 9. Armee       | Mitte        | Rschew                        |
| 6. Februar 1943  | XXIII                   | 9. Armee       | Mitte        | Rschew                        |
| 12. März 1943    | XXVII                   | 9. Armee       | Mitte        | Rschew                        |
| 18. März 1943    | XXXIX. Panzerkorps      | 9. Armee       | Mitte        | Rschew                        |
| 22. März 1943    | VI                      | 3. Panzerarmee | Mitte        | Demidow, Rückzug nach Witebsk |
| Januar 1944      | LIII. Armeekorps        | 3. Panzerarmee | Mitte        | Witebsk                       |

## Gliederung
Die 206. Infanterie-Division gliedert sich wie folgt:
- Grenadier-Regiment 301
- Grenadier-Regiment 312
- Grenadier-Regiment 413
- Artillerie-Regiment 206
  - I.–IV. Abteilung
- Füsilier-Bataillon 206
- Pionier-Bataillon 206
- Nachrichten-Abteilung 206
- Nachschubtruppen 206

## Personen

### Kommandeure
| Dienstzeit                           | Dienstgrad                          | Name                               |
| ------------------------------------ | ----------------------------------- | ---------------------------------- |
| 26. August 1939 bis April 1942       | Generalmajor/Generalleutnant        | Hugo Höfl                          |
| April 1942 bis 3. Mai 1942           | Oberst                              | Albrecht Baron Digeon von Monteton |
| 3. Mai 1942 bis 13. Juli 1943        | Oberst/Generalmajor/Generalleutnant | Alfons Hitter                      |
| 13. Juli bis 15. Juli 1943           | Oberst                              | Carl André                         |
| 14. September 1943 bis 28. Juni 1944 | Generalleutnant                     | Alfons Hitter                      |

### Erster Generalstabsoffizier (Ia)
| Dienstzeit                       | Dienstgrad     | Name                            |
| -------------------------------- | -------------- | ------------------------------- |
| 26. August bis 28. Dezember 1939 | Major          | Walter Nagel                    |
| 10. August 1940 bis 1. März 1942 | Oberstleutnant | Walter von Bogen und Schönstedt |
| 12. Juli 1942 bis 10. Mai 1944   | Oberstleutnant | Moritz Liebe                    |
| Mai bis Juni 1944                | Major          | Axel Ribbentrop                 |

### Divisionsarzt (IVa)
| Dienstzeit                          | Dienstgrad | Name           |
| ----------------------------------- | ---------- | -------------- |
| 26. August 1939 bis 10. Januar 1941 | Oberstarzt | Hermann Kayser |